# E Aí... Comeu?
E Aí... Comeu? é um filme de comédia brasileira de 2012. Foi dirigido por Felipe Joffily, roteirizado por Marcelo Paiva e estrelado por Bruno Mazzeo, Marcos Palmeira e Emilio Netto. O filme é uma adaptação de uma peça homônima de Marcelo Rubens Paiva. Foi lançado em 22 de junho de 2012 pela Paris Filmes e teve uma receita de R$ 26.157.268.
Fernando é um recém separado, e não se conforma com o fracasso de seu casamento com Vitória, enquanto seu amigo Honório, um jornalista machão casado com Leila, não para de desconfiar que a esposa está traindo ele. Também amigo da dupla, Afonsinho sonha em ser um escritor de sucesso, tira onda de intelectual e se relaciona com prostitutas. Juntos, eles vão debater e descobrir qual é o papel deles nesse mundo povoado por mulheres, sejam elas interesses amorosos ou não.
Em outubro de 2010, o filme já estava entrando em produção com Bruno Mazzeo, Emílio Orciollo e Marcos Palmeira já escalados para interpretar Fernando Moreira, Afonso Carvalho e Honório Alves, respectivamente. As filmagens se iniciaram apenas em novembro de 2011 no Rio de Janeiro e veio a ser finalizada em dezembro do mesmo ano.

## Enredo
Fernando Moreira (Bruno Mazzeo), Honório Alves (Marcos Palmeira) e Afonso Carvalho (Emilio Orciollo Netto) se reúnem no bar Harmonia todos os dias, e que sempre são atendidos por Jorge (Seu Jorge), para falarem de mulheres. Fernando havia acabado se separar de Vitória Brandão (Tainá Müller), Honório tem Leila (Dira Paes) como esposa e Afonsinho é amante de Alana (Juliana Schalch), que está prestes a terminar um livro. Fernando ao voltar do bar, estaciona seu carro na garagem, e vê Gabriela (Laura Neiva), que tem 17 anos, batendo o carro de seu pai na mureta do estacionamento, e lhe fornece ajuda. Leila é mãe de três filhas e sempre sai para tomar chope com as amigas, deixando as meninas, ao voltar tem sempre um acessório novo, e seu marido acha que está sendo traído.
No trabalho, no editorial, Honório se passa por Horácio pesquisando um detetive para vigiar sua mulher. Afonso vai ao seu tio Marrone Sousa (José de Abreu), que é de uma editora, entregar seu livro finalizado. Seu tio então não aceita o projeto em que é baseado nele mesmo, e recomenda a ele, que para ajustar os "defeitos" do livro tem que viver o amor.
Vitória que namora Wolney (Murilo Benício) um dos sócios da empresa de publicidade GW, decide não se separar legalmente de Fernando, fuguindo da sala do divórcio. Gabi e Fernando se encontram no elevador e ele fornece ajuda para carregar sua mochila até seu apartamento, ao se beijarem o porteiro entrega a correspondência a Gabi. Leila vai até o bar Harmonia e entrega ao seu marido as chaves de casa, então Honório decide segui-lá, chegando até um apartamento. Ao entrar, descobre que sua esposa faz jogos de apostas com suas amigas. No mesmo dia, Afonso decide parar de escrever, jogando fora seu livro.
Após uma discussão, Honório e Leila se acertam. Vitória então fala para Fernando que está grávida a três meses de seu namorado. Após estarem bêbados, eles decidem ir até a agência do namorado de Vitória. Ao se passar por um amigo de sua namorada, Wolney decide recebê-los na porta da empresa. Afonso sozinho acaba sendo reconhecido por ele após uma viagem feita no Chile. Wolney acaba dando um emprego de publicitário a ele, mas o pedido não é aceito.
No mesmo dia, ele decide ir até a casa de Alana para pedir em casamento, e ela acaba levando ele até sua casa. No outro dia, Gabi vai até a casa de Fernando para chamar para nadar, nisto, eles acabam transando. Por fim, Afonso acaba sendo um escritor de palavras cruzadas, e Honório incentiva sua mulher e suas amigas a fazerem seus jogos em sua casa. Então, Afonso e Alana se casam no bar Harmonia.

## Elenco

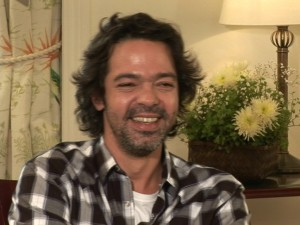
Bruno Mazzeo interpreta Fernando Moreira.

| Ator                  | Personagem                 |
| --------------------- | -------------------------- |
| Bruno Mazzeo          | Fernando Moreira Bacelar   |
| Dira Paes             | Leila Arantes Leal         |
| Emílio Orciollo Netto | Fonsinho (Afonso Carvalho) |
| Fred Lessa            | Advogado de Vitória        |
| Guga Coelho           | Poeta no bar               |
| José de Abreu         | Marrone Sousa              |
| Juliana Alves         | Isabela Santiago           |
| Juliana Schalch       | Alana Fragoso              |
| Katiuscia Canoro      | Aninha Tarja Preta         |
| Laura Neiva           | Gabriela Alencar           |
| Laila Zaid            | Moça no bar                |
| Luciana Fregolente    | Advogada de Fernando       |
| Luca de Castro        | Juiz                       |
| Marcelo Flores        | Chulapa                    |
| Marcos Palmeira       | Honório Alves Durões       |
| Murilo Benício        | Wolney                     |
| Renata Castro Barbosa | Paula Bastos               |
| Seu Jorge             | Garçom Jorge               |
| Tainá Müller          | Vitória Brandão            |

## Produção

### Desenvolvimento
A ideia para a adaptação do filme veio da parte de dois integrantes do elenco e que também foram os produtores do filme, o Bruno Mazzeo e Emílio Orciollo. No carnaval de Salvador, os dois lembravam da peça do final dos anos 90, criada originalmente por Marcelo Rubens Paiva. Inicialmente a ideia era apenas criar novamente a peça de Marcelo, mas logo depois veio a ideia de adaptar para o cinema. Mazzeo e Emílio Orciollo já se incluíram no elenco, para interpretar Fernando Moreira e Afonso Carvalho, mas o roteiro é formado por três amigos que sempre se reúnem para comentar a respeito das mulheres, Augusto Casé veio com a ideia de trazer o terceiro amigo, o Marcos Palmeira, para interpretar Honório Alves, assim completando o trio.
Em 13 de outubro de 2010, durante a peça A Noite Mais Fria do Ano no Teatro Poeira, no Rio de Janeiro, Emílio Orciollo anunciou que o longa produzido e estrelado por ele, já estava entrando em produção. Logo depois Bruno Mazzeo adapta o roteiro para o cinema. Bruno também confirma novamente Felipe Joffily na direção de seu novo filme, anteriormente tinham feito juntos o Muita Calma Nessa Hora.

### Filmagens
As filmagens iniciaram em 12 de novembro de 2011, no bar titulado por Bar Harmonia, sendo o único cenário do filme que não é real. Em uma entrevista para revista Abril, Augusto Casé relata que "estava procurando um bar pelo centro do Rio de Janeiro, exatamente nessa região meio esquecida da cidade, mas que está sendo revitalizada", acharam o bar que na verdade era uma fábrica que já foi bar, a produção alugou o espaço e, contratou o diretor de arte Tulé Peak para criar o cenário. As filmagens terminaram em 15 de dezembro de 2011.

## Recepção

### Crítica
O crítico do AdoroCinema, Roberto Cunha, classificou o filme com quatro estrelas. Segundo ele, o filme aborda assuntos como: "relacionamentos acabados, em crise ou apenas mal resolvidos." Marcelo Hessel, publicou uma revisão negativa no Omelete: "A solução que o filme encontra [para o trio de personagens] não é um elogio da complexidade feminina, e sim um reforço de estereótipos de mulher-objeto."

### Bilheteria
O filme é recordista de público entre as produções nacionais de 2012, com concorrência de filmes de super-heróis como "Os Vingadores" e animações voltadas para crianças como "Valente", em 30 de julho de 2012 a comédia E Aí... Comeu?, alcançou a sua marca de dois milhões de espectadores.
Em seus quatro dias de estreia vendeu mais de 275 mil ingressos e, com apenas 13 dias passou de 1 milhão de espectadores em todo o Brasil, tendo um total de 2.561.553 de ingressos vendidos. Com um faturamento de R$ 26.157.268 milhões de reais.